# 阿蘭·鮑伯利
阿兰·鲍伯利（法語：Alain Boublil，1941年3月5日—）是一名法国音乐剧填词人和歌劇劇本剧作者，他最有名的作品是与作曲家克勞德-米歇爾·勳伯格合作的几部作品，如《法国大革命》（1973年）、《悲慘世界》（1980年）、《西貢小姐》（1989年）、《马丁吉尔》（1996）、《海盗皇后》（2006年）和《茶花女》（2008年）。

## 生平
鮑伯利生于突尼斯的一个西班牙或葡萄牙裔的犹太人家庭。他创作的首部作品是1973年的《摇滚歌剧》（La Révolution Française）。他与作曲家克勞德-米歇爾·勳伯格长期合作创作了许多经典作品。其中《悲惨世界》于1980年在巴黎首演；1985年10月8日，《悲惨世界》的英语版本在伦敦上演，由卡梅伦·麦金塔制作，崔佛·農恩导演，目前已经成为倫敦西區上演年期最長的音樂劇。